# South Park

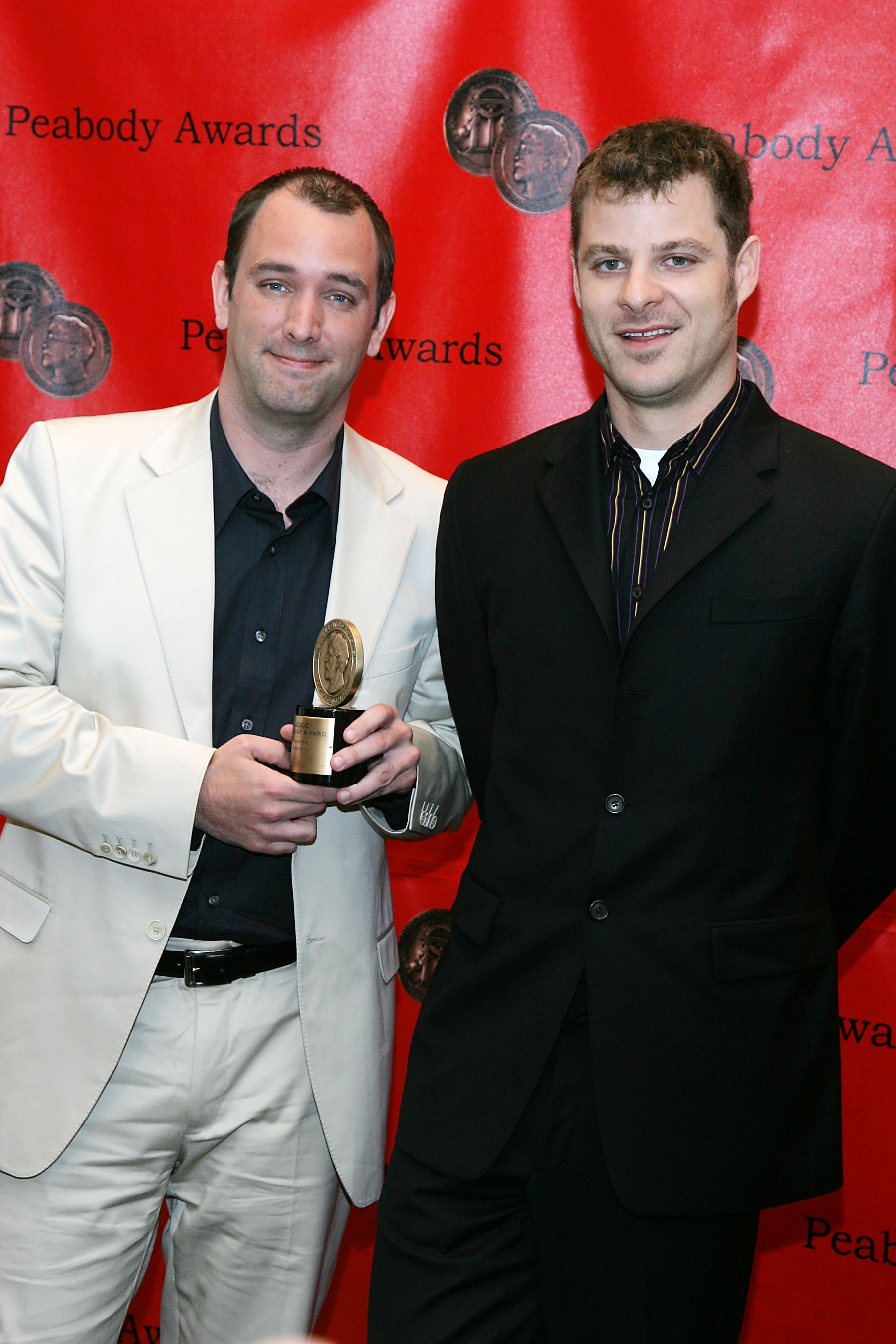
Die Schöpfer von South Park, Trey Parker und Matt Stone, bei den Annual Peabody Awards, New York, 2006

South Park ist eine US-amerikanische Animationsserie von Trey Parker und Matt Stone mit gesellschaftskritischem, humoristischem Inhalt. Die Serie, die aktuell in ihrer 27. Staffel ist, läuft seit ihrem Start 1997 auf dem US-Kabelsender Comedy Central. In Deutschland wurde South Park von 1999 bis 2006 auf RTL, von 2003 bis 2005 auf VIVA, von 2006 bis 2011 auf MTV sowie seit 2008 auf Comedy Central Deutschland ausgestrahlt. Seit dem 15. Juli 2009 stellt der Rechteinhaber zudem nahezu alle deutschen und englischen Episoden auf der offiziellen Website kostenlos zur Verfügung. Am 6. März 2014 (iOS) beziehungsweise am 27. Mai 2014 (Android) wurde eine South-Park-App in Deutschland, Österreich und der Schweiz veröffentlicht, die die Inhalte der Website auch für Smartphones und Tablets verfügbar macht, die aber seit 2020 nicht mehr aktualisiert wird. Bis zur Staffel 12 war das Format der Serie 4:3, seitdem ist es 16:9.
South Park basiert auf dem Videoclip The Spirit of Christmas, welcher von Stone und Parker im Auftrag eines Fernsehproduzenten als Weihnachtskarte für dessen Freunde produziert wurde. Der animierte Clip wurde derart oft an verschiedenste Empfänger (auch in Hollywood) verschickt, dass den beiden bald angeboten wurde, basierend auf den Figuren eine komplette Fernsehserie zu produzieren. Trotz sehr schlechter Noten bei Probevorstellungen vor sogenannten Television Focus Groups wurde die Sendung für sechs Folgen in Auftrag gegeben. Schon nach den ersten Ausstrahlungen wurden weitere Produktionen verhandelt.
Im September 2019 wurde kurz vor der Erstausstrahlung der 23. Staffel die Verlängerung der Serie um weitere drei Staffeln bis 2022 bekannt gegeben. Im August 2021 wurde bekannt gegeben, dass die Serie bis zur 30. Staffel verlängert worden ist und somit bis mindestens 2027 bestehen bleibt. Außerdem sollen für Paramount+ 14 Spielfilme produziert werden.

## Beschreibung, Humor und Kontroversen

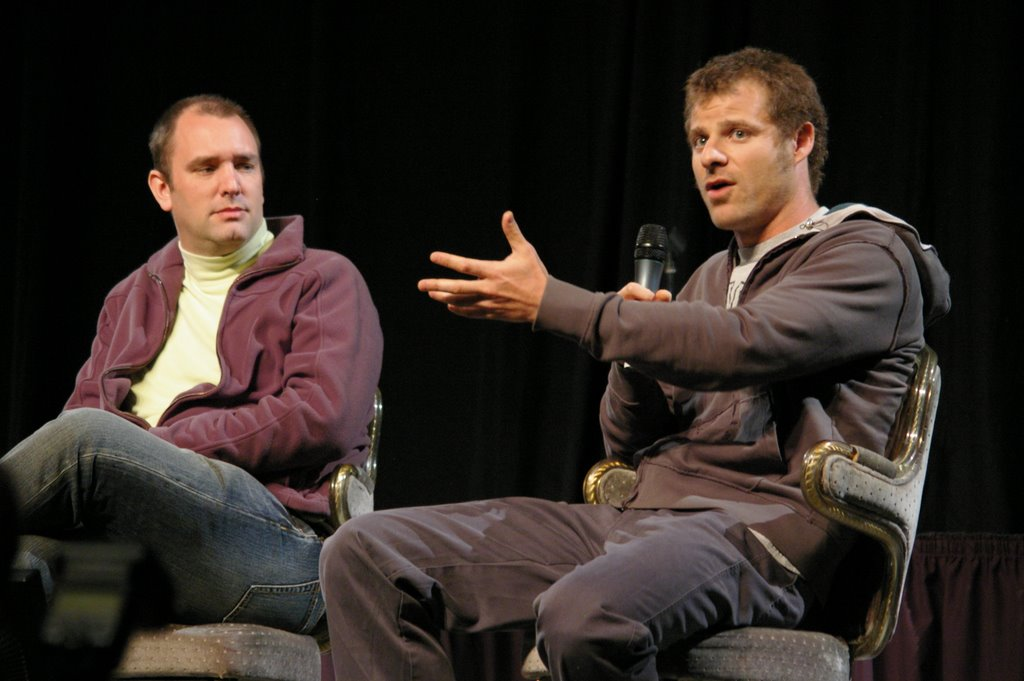
Parker und Stone, 2007

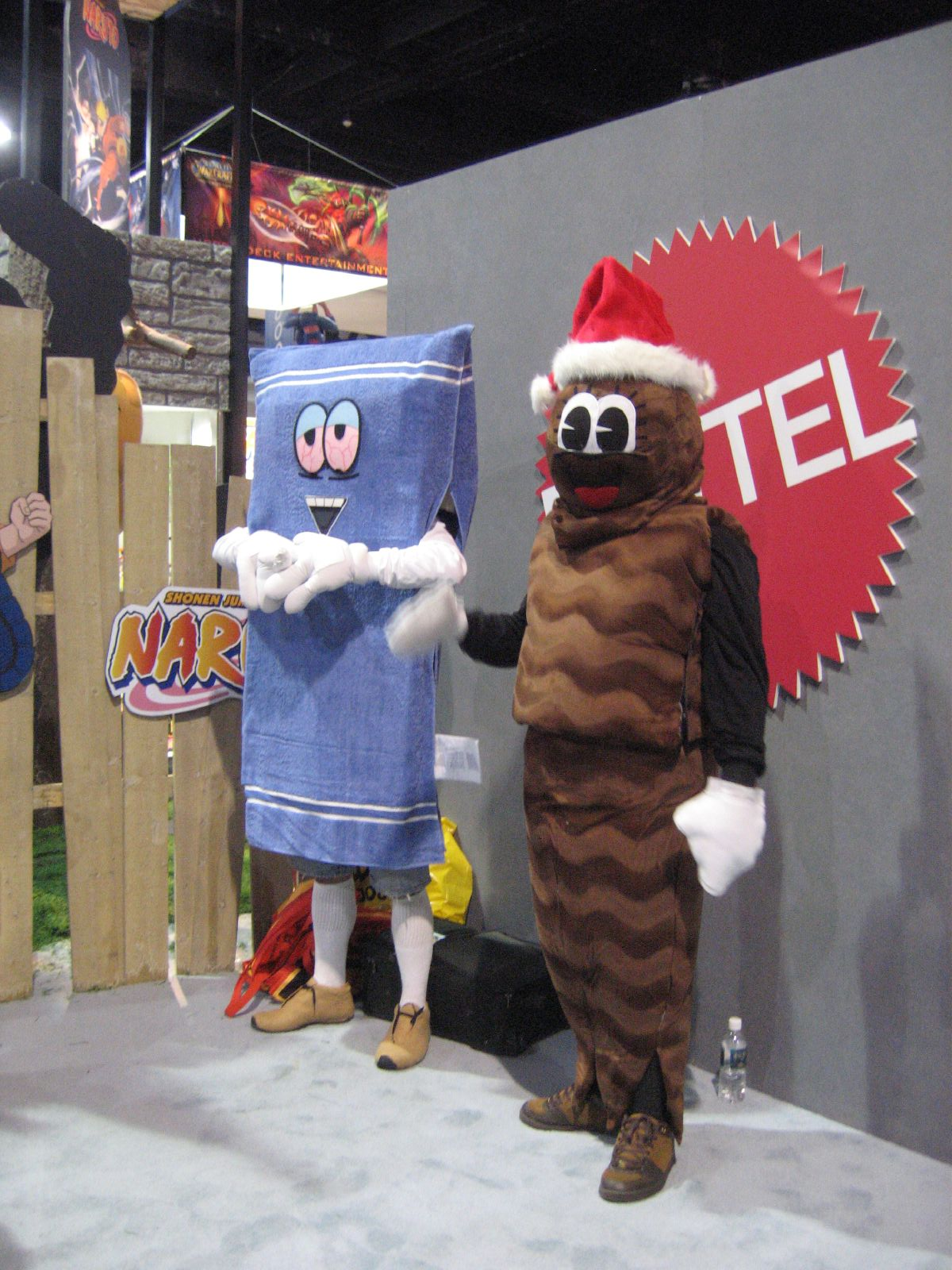
Cosplayer als Towelie und Mr. Hankey

Die Serie dreht sich um das Leben der vier acht- bis zehnjährigen, frühreifen Jungen Stan Marsh, Kyle Broflovski, Eric Cartman und Kenny McCormick. Sie besuchen die Grundschule im fiktiven, typisch idyllischen, US-amerikanischen Bergstädtchen South Park, Colorado. Durch ihre Augen erlebt der Zuschauer Konfrontationen mit teilweise heiklen Themen, die häufig polarisierend behandelt werden. Dabei bedienen sich die Macher verschiedener satirischer Stile: Sowohl des klassischen englischen schwarzen Humors – wobei etwa Monty Python als Vorbilder genannt wurde –, als auch in einigen Episoden des Fäkalhumors. Sie wird daher erst am Abend ausgestrahlt und richtet sich vorwiegend an ein erwachsenes Publikum, dennoch finden sich unter den Anhängern auch Minderjährige, weshalb sie öfter öffentlich kritisiert wurde. Andererseits erhielt die Serie auch Lob für die vermittelnd wirkende Aufarbeitung schwieriger gesellschaftlicher Problemstellungen.
Wegen des sehr aggressiven Humors und der kontroversen Inhalte wird South Park stellenweise heftig kritisiert; dies führte zum Teil zum Verbot einzelner Folgen. So stoppte Tom Cruise im Januar 2006 die Folge Schrankgeflüster („Trapped in the Closet“) durch ein Gerichtsverfahren in Großbritannien. In dieser Episode, die sich mit der umstrittenen Scientology-Sekte auseinandersetzt, wird Stan von Scientologen zunächst für die Reinkarnation des Sektengründers L. Ron Hubbard gehalten. Cruise, selbst bekennender Scientology-Anhänger, tritt hier als Figur auf. Weil Stan sich wenig begeistert von Cruises schauspielerischen Leistungen zeigt, versteckt dieser sich in Stans Wandschrank und weigert sich, ihn wieder zu verlassen. Dieser Gag spielt auf die englische Redewendung coming out of the closet, was so viel heißt wie „sich als homosexuell bekennen“, und die gleichnamige „Hip-Hopera“ von R. Kelly an. Eine weitere Besonderheit der Folge weist der Abspann auf: Wo sonst die Namen der Produzenten und Mitwirkenden zu sehen sind, stehen ausschließlich „John Smith“ und „Jane Smith“ (vergleichbar mit den deutschen Allerweltsnamen „Max Mustermann“ und „Lieschen Müller“). Dies bezieht sich vermutlich auf die Schlusssequenz der Folge, in der die Scientology-Anhänger drohen, Stan Marsh zu verklagen, weil er ihre heilige Doktrin Nichtmitgliedern verraten hatte. Stan reagierte auf diese Drohung zynisch. Kurz nach der Ausstrahlung kündigte Isaac Hayes, selbst Scientology-Mitglied, seinen Vertrag als US-Synchronstimme des „Chefkochs“. Eigenen Angaben zufolge hatte Hayes zu diesem Zeitpunkt jedoch einen Schlaganfall erlitten. Diese Ereignisse werden in einer eigenen South-Park-Folge behandelt.
Auch die Doppelfolge S10E03/S10E04 Cartoon Krieg wurde sehr kontrovers aufgenommen. Hier nahmen die Macher der Serie die heftige Kontroverse um die Veröffentlichung von Mohammed-Karikaturen in einer dänischen Zeitung zum Anlass, um ein ähnliches Szenario in der Welt von South Park zu inszenieren (und zu karikieren); passenderweise gibt sich Eric Cartman als minderjähriger Junge aus Dänemark aus, der nur knapp einem Attentat entkam. Hierbei ist anzumerken, dass in der Folge Die Liga der super besten Freunde der Prophet Mohammed unzensiert dargestellt wurde und das ohne Reaktionen blieb; allerdings war das vor den Terroranschlägen vom 11. September 2001. In der späteren Doppelfolge 200/201 war es Comedy Central zu heikel, Mohammed erneut zu zeigen. Deshalb ließen sie den Machern angeblich die Wahl, ihn selbst zu zensieren oder, widrigenfalls, die Eingriffe vom Sender vornehmen zu lassen. Es wird aber auch vermutet, dass die Auseinandersetzung mit dem Sender nur inszeniert war und Parker und Stone den Propheten freiwillig zensiert hätten, um den satirischen Wert der Folge noch zu steigern.
Im April 2010 trat in der 200. Folge der Serie eine Figur im Bärenkostüm auf, die den Propheten Mohammed darstellen sollte. Daraufhin erhielten Parker und Stone von einer islamistischen Blogger-Gruppe eine Todesdrohung, und Comedy Central entfernte im Alleingang die Mohammed-Anspielungen aus der Episode. Bis heute ist diese weder im TV- noch im Online-Angebot des Senders einsehbar. In der Comedy-Central-Sendung The Daily Show wurden als Reaktion wegen der vielen Drohungen von religiösen Fundamentalisten als Schwerpunkt religiöse Scherze gesendet. Der muslimische Comedy-Central-Mitarbeiter Aasif Mandvi erklärte, er fühle sich unwohl, wenn Mohammed gezeigt werde, aber viel ärgerlicher sei es, wenn Leute im Namen der Religion dafür bedroht würden.
Die Inhalte von South Park haben oft politische Hintergründe. In der Folge, in der Al Gore die Bevölkerung vor dem „Mannbärschwein“ bzw. „Schweinebärmann“ (man bear pig) warnt, werden oft Andeutungen auf eine angenommene Panikmache von Klimaschutz-Organisationen, unter anderem von Ex-Vizepräsident Gore, gemacht. In der Episode Terrance & Phillip: Hinter dem Furz wird der Tag der Erde als Gehirnwäsche dargestellt. Auch in der Episode Der Treibhauseffekt wird die Panikmache vor dem Klimawandel kritisiert, während in den Folgen Jetzt wird´s ernte und Niemand meint's ernte? der mangelnde Handlungswille gegen die Auswirkungen des Klimawandels in Form des „Mannbärschweins“ zum Thema gemacht wird. Zudem werden in den Geschichten auch immer wieder militärische Auslandseinsätze der USA thematisiert. In der Episode Kippe weg! (Staffel 7 Episode 13) wird die Anti-Raucher-Kampagne unter Rob Reiner kritisiert und erwähnt, dass es nicht genug Beweise für die gesundheitliche Schädigung durch Passivrauchen gebe.
Ein besonderes Merkmal der Sendung ist auch die Zeichenstilästhetik, die an die ursprüngliche Legetrick-Stop-Motion-Technik angelehnt ist, jedoch (mit Ausnahme der Pilotfolge) mit aktueller Technik produziert wird. Die Figuren wirken flächig (2D) und sind in ihren Details stark vereinfacht. Laut eigenen Angaben entstand dieser Stil während der Studienzeit, als Matt Stone und Trey Parker Semesterprojekte abzugeben hatten und sich wegen mangelnden Zeichentalents nicht anders zu helfen wussten. Ab der zweiten Episode bis einschließlich der vierten Staffel entstanden sie am Computer mit der Software Power Animator, danach mit Maya. Die Animationen und der Detailgrad haben sich dabei in den Jahren deutlich weiterentwickelt, ohne jedoch die Legetrick-Ästhetik zu verlieren. Bei der Darstellung real existierender Personen wurde in den ersten Staffeln der Serie meist ein reales Foto als Gesicht eingesetzt. Der Mund dieses Fotos wurde animiert, indem Teile des Bildes verschoben wurden, ähnlich wie bei den Animationen von Monty Python.
Der rasche und durchschlagende Erfolg der teils sehr eigenwilligen Perspektiven, die Matt Stone und Trey Parker der US-amerikanischen Öffentlichkeit präsentierten, erklärt sich nicht zuletzt durch die Verarbeitung aktueller politischer und gesellschaftlicher Themen, was teils auf karikierende, überzeichnende Weise, teils mittels hintergründiger Metaphern geschieht. Hierauf wurde auch Filmemacher Michael Moore aufmerksam, der ein Interview mit Matt Stone in seinen Film Bowling for Columbine einbrachte. Stone kritisierte Moore später, weil dieser im selben Film unmittelbar danach einen im South-Park-Stil gedrehten Zeichentrickfilm zeigt und so der Anschein erweckt wird, dass Stone und Parker den Film selbst produzierten.
Die zweite Episode Band in China der 23. Staffel wurde in China verboten. Sie thematisiert, wie US-Studios ihre Filme anpassen, damit sie dort gezeigt werden dürfen. Den chinesischen Behörden ging dies offenbar zu weit, weshalb sie „gemäß der geltenden Gesetze und Vorschriften“ sämtliche Spuren von South Park aus dem Internet des Landes tilgten.
In der 2. Episode der 27. Staffel, Got a Nut, wird die US-Heimatschutzministerin Kristi Noem parodiert,  in dem sie Supermans Hund Krypto, wie seinerzeit ihren eigenen Hund, durch einen Schuss in sein Gesicht tötet.

## Figuren

### Eric Theodore Cartman
Kennzeichen: hellblaue Mütze, darunter hellbraunes Haar, rote Jacke, braune Hose und „korpulenter Körperbau“
Eric Cartman ist dick und wird deshalb oft gehänselt und als „Fettarsch“ (engl. „fatass“) bezeichnet. Er selbst ist jedoch – ebenso wie seine Familie – davon überzeugt, er habe lediglich „schwere Knochen“ und sei in Wirklichkeit schlank, beziehungsweise müsse noch „in seinen Körper hineinwachsen“ und „komme nur in Form“, wie es ihm auch von seiner Mutter eingeredet wird. Sie verwöhnt ihn in höchstem Maße und ist ihm in manchen Situationen hörig. Auch deshalb ist Cartman verzogen und voller stereotyper Einstellungen, vor allem gegenüber Juden. So ist Adolf Hitler eines seiner größten Vorbilder, was er oft sehr ausführlich betont und sich auch in sozialdarwinistischen und chauvinistischen Handlungen und Ansichten äußert. Ein anderes Vorbild ist Mel Gibson, der sich durch den Film Die Passion Christi bei ihm sehr beliebt gemacht habe. Cartman handelt meist sadistisch, berechnend und egoistisch (Charakterzüge, die in späteren Staffeln mehr und mehr offensichtlich werden). Auch seine Abneigung gegen Hippies (in den ersten Staffeln mit „Ökofritzen“ übersetzt) ist unübersehbar. In frühen Folgen der Serie ist Kenny sein bester Freund, später nimmt jedoch der gutmütige Butters diese Stellung ein, der alles glaubt, was Eric ihm weismacht, und ihn bei jedem Vorhaben unterstützt. Ständig versucht er seinen Mitschülern, insbesondere seinen Freunden Stan, Kyle, Kenny und Butters, übel mitzuspielen. Laut Aussage der Schöpfer ist er „der dreckige kleine Bastard, der in jedem von uns steckt“.
Er hat miserable Schulnoten. Trotzdem ist er ein intelligenter Junge, der es versteht, die Leute in seinem Umfeld – sehr oft seine vermeintlichen Freunde und seine Mutter – immer wieder hereinzulegen und zu manipulieren. Gelegentlich wird es dem Zuschauer allerdings auch ermöglicht, hinter die Fassade zu schauen, welche sich Cartman errichtet hat. Dahinter kommt ein verzweifelter kleiner Junge zum Vorschein, dem in seinem Leben vor allem eine Vaterfigur fehlt. Was diesem Zustand noch die Krone aufsetzt, ist die Tatsache, dass Mrs. Cartman sich kaum bemüht, ihre sexuellen Eskapaden vor ihrem Sohn geheim zu halten.
Erst in der 201. Episode wird offenbart, dass Jack Tenorman sein Vater ist; in Unkenntnis davon hatte Cartman jedoch zuvor für dessen Tod gesorgt, um sich an Scott Tenorman (seinem Halbbruder) zu rächen. Bis dahin war ihm weisgemacht worden, seine Mutter sei ein Zwitter und eigentlich sein biologischer Vater; da die Folgen 200 und 201 nie in Deutschland ausgestrahlt, geschweige denn übersetzt wurden, weiß das kaum jemand.
Laut den Machern von South Park basiert Eric Cartman auf der Figur Archie Bunker aus All in the Family.
In späteren Folgen wird Cartman von Stan und Kyle kaum noch ernst genommen, wenn er eine neue Verschwörung erfindet, die meistens auf Kyle abzielt.

### Kenneth „Kenny“ McCormick
Kennzeichen: orangefarbener Parka mit über den Kopf gezogener Kapuze, darunter blonde Haare und orange Hose
Kenny ist ein Sohn armer Eltern, die von Sozialhilfe leben. Seine Familie stellt eine Persiflage des typischen US-amerikanischen Redneck dar (vgl. White trash). Dies macht Kenny in der ganzen Stadt, jedoch besonders bei Eric, zur Zielscheibe von Spott und Hohn. Charakteristisch für Kenny ist sein Wagemut, der bis zur Tollkühnheit reicht. Wann immer die Jungen etwas Neues ausprobieren, macht er begeistert den ersten, oft fatalen Schritt. Auch ist er derjenige Junge, der auf den Gebieten des Sexuellen und Obszönen am aufgeklärtesten ist. Dieses Wissen wird von Eric, Kyle und Stan häufig mit Ekel erwidert. Da Kennys Kapuze seinen Mund bedeckt, hören die Zuschauer oft ein unverständliches Nuscheln. Dafür spricht Matt Stone den Text in ein Taschentuch. Die Figur hat daher stets einen vorgegebenen Text, auch wenn dieser nicht immer verständlich wird. Fest steht, dass nur die anderen South-Park-Figuren Kenny immer verstehen.
Ein Running Gag in South Park besteht darin, dass Kenny bis zum Ende der fünften Staffel in fast jeder Episode auf eine meist bizarre Art stirbt, aber in der nächsten Folge wieder auftaucht. Wenn er stirbt, folgt fast immer folgender Ausruf von Stan und Kyle: „Oh mein Gott! Sie haben Kenny getötet!“ – „Ihr Schweine!“ („Oh my God! They killed Kenny!“ – „You bastards!“). Im Laufe der Staffeln wird selbst der Running Gag noch aufs Korn genommen: Waren die Tode Kennys zunächst noch einigermaßen in die Handlung eingeflochten, so werden sie später immer absurder und erzwungener. Sein Ableben wird dabei oft als „Quotentod“ angesehen. Es kommt auch vor, dass Kenny erst in letzter Minute stirbt. In Kennys Karma 52 (Cartman Joins NAMBLA) (4. Staffel) wird erstmals eine Erklärung für sein ständiges Wiedererscheinen geboten: Nach Kennys Tod gebiert seine Mutter einen Sohn mitsamt dem orangen Parka, der aufgrund des gleichen Aussehens abermals den Namen Kenny erhält. Die Thematik wird in der Folge Mysterion schlägt zurück (Mysterion Rises) (14. Staffel) wieder aufgegriffen: Kenny ist unsterblich und wacht dank dieser „Superkraft“ jedes Mal am nächsten Tag in seinem Bett auf, während alle anderen Bewohner South Parks sich nicht mehr an seinen Tod erinnern können. In der Folge Der Coon vs. der Coon and Friends (Coon vs. Coon and Friends) (14. Staffel) wird der Ursprung dieses Phänomens offenbart: Kennys Eltern waren vor seiner ersten Geburt auf einem Sektentreffen Cthulhus dessen Einfluss ausgesetzt, sodass Kennys Mutter ihn nach jedem seiner Tode erneut gebiert, und sein Tod gerät zugleich in Vergessenheit.
Die Folge Kennys Tod (Kenny Dies) (Staffel 5) dreht sich fast ausschließlich um eine ernste Erkrankung Kennys, an der er letztlich stirbt. Es ist wohl die erste Folge, in der Kennys Tod ernst genommen wird. Nach dieser Folge taucht Kenny nicht wieder, wie vorher üblich, lebendig in der nächsten Folge auf, sondern erst nach einer fast kompletten Staffel, in der letzten Folge von Staffel 6 Weihnachten im Irak: Blut & Wunder (Red Sleigh Down). Von dort an stirbt er nur noch sehr selten, und auch ist er nun verständlich. In einem humoristisch inszenierten Interview als Vorspann zu den ersten Folgen beantworteten die South-Park-Macher die Frage, warum Kenny dauernd sterben müsse, einstimmig mit: „Weil er arm ist.“ Der wahre Grund für den häufigen Filmtod wurde von Trey Parker in einem Interview erläutert: Demnach hatte die Figur bereits den Namen Kenny erhalten, als beim gemeinsamen Genuss mit Matt Stone von Bier der irischen Marke Kilkenny sich daraus der Running Gag „Kill Kenny“ entwickelte, der dann zum häufigen Filmtod führen sollte.

### Kyle Broflovski
Kennzeichen: grüne Mütze mit Ohrenschützern, darunter rote Haare, orangefarbene Jacke und olivfarbene Hose
Kyle repräsentiert das Alter Ego von Erschaffer Matt Stone, stammt daher wie dieser aus einer jüdischen Familie. Er und Stan sind die beiden vernünftigen Personen der Vier. Dennoch lässt er sich sehr leicht provozieren und fühlt sich schnell angegriffen. Insbesondere von Cartman wird Kyle wegen seines jüdischen Glaubens attackiert und teilweise in heikle Lagen gebracht. Cartmans Abneigung gegen Juden spiegelt sich in mehr oder weniger jedem Dialog der beiden wider.
Sein Vater Gerald war früher einmal der beste Freund von Kennys Vater. Seine Mutter wird schnell hysterisch und neigt zu Überreaktionen. In der Folge „So’n Jersey Ding“ stellt sich heraus, dass sie aus New Jersey stammt; in dieser Folge piesackt Cartman Kyle wegen der Herkunft seiner Mutter aus New Jersey. Außerdem hat Kyle einen gleichnamigen Vetter und einen kleinen (adoptierten, kanadischen) Bruder namens Ike. Da Kyles Vater ein recht erfolgreicher Anwalt ist, ist Kyle der Wohlhabendste des Quartetts und muss sich auch deswegen diverse Seitenhiebe von Cartman gefallen lassen.

### Stanley „Stan“ Marsh
Kennzeichen: blaue Mütze, darunter schwarzes Haar, braune Jacke und blaue Hose
Stan stellt das Alter Ego von Erschaffer Trey Parker dar. Er ist sympathisch, vernünftig, intelligent und fungiert nicht selten als Mediator zwischen Cartman, Kyle und Kenny. Er ist der emotionalste des Quartetts, was sich beispielsweise in seiner Liebe zu Wendy oder im Umgang mit emotional berührenden Situationen widerspiegelt. So ist ein weiterer Running Gag, dass sich Stan jedes Mal übergeben muss, wenn ein Kuss mit Wendy kurz bevorsteht oder wenn sie ihn anspricht. Trotz seines stark emotionalen Charakters ist Stanley sehr ruhig und bedächtig. Wenn er alleine ist, hat er meistens die Hände in den Jackentaschen und den Blick auf den Boden gerichtet.
Stans Vater Randy wird als sehr leicht zu beeinflussen und zu begeistern dargestellt; häufig sind seine Reaktionen beziehungsweise sein Enthusiasmus stark übertrieben. Er arbeitet als Geologe. Trotz seines Ph.D verhält er sich anders als der „Durchschnittsdoktor“. Stans Mutter Sharon ist ruhig und streitet oft mit Randy wegen dessen irrationalen Verhaltens. Ebenfalls zur Familie gehören Shelley, Stans ältere, aggressive Schwester und Stans Großvater, der spielsüchtig ist und sich dauernd darüber beschwert, dass alte Leute wie eine Minderheit behandelt werden.
Eigentlich sind nur Stan und Kyle wahrhaft enge Freunde. Cartman wird mehr geduldet als gemocht, er kommt auch meistens zu den Freunden dazu und nicht umgekehrt – es sei denn, er wird gebraucht. Von Kenny trennt Stan und Kyle eine deutliche soziale und intellektuelle Kluft, dennoch hat er bei den beiden bessere Karten als Eric.

### Leopold „Butters“ Stotch
Kennzeichen: blonde Haare, türkisfarbene Fleecejacke, grüne Hose
Er ist schüchtern, naiv, ängstlich, kindlich und optimistisch, wodurch er immer wieder von Cartman ausgenutzt wird. Er hat häufig Angst vor seinem Vater, der ihm mit Prügel und Hausarrest droht.
Aufgrund seiner Naivität wird er häufig von Cartman in seine Pläne involviert, wobei am Ende immer er den Ärger oder die ganze Schuld bekommt. Er ist bei den anderen Jungs nicht sehr beliebt und ist oft ein Einzelgänger, der häufig allein spielt.
Butters ist ein Einzelkind. Sein Vater Stephen wird als sehr schnell wütend und leicht reizbar dargestellt, der trotz seiner Art Butters über alles liebt. Butters Mutter Linda ist ruhig und streitet oft mit Stephen über Kleinigkeiten oder wegen Butters.
Die Figur Butters tauchte bereits in der ersten Folge als eine Hintergrundfigur auf. Im Laufe der dritten Staffel wurde er präsenter und gewann sowohl bei den Zuschauern als auch bei den Machern sehr an Beliebtheit. In der sechsten Staffel wurde er zu einer Hauptfigur, wobei er vorübergehend auch Kennys Stelle einnahm. Aufgrund seiner großen Beliebtheit ist er in einigen Folgen fast jeder Staffel der Protagonist. In der englischen Originalfassung spricht Butters mit einem starken Südstaatenakzent.

## Synchronisation
Die Synchronisation der Dialoge erfolgt bei der FFS Film- & Fernseh-Synchron GmbH in München, die Musikbearbeitung in den Jamzone Studios, ebenfalls in München. Arne Elsholtz schrieb von Staffel 1 bis 4 das Dialogbuch und führte die Dialogregie. Seine Nachfolger waren Peter Stein (Staffel 5 bis 7), Dominik Auer (Staffel 8 bis 15) und Michael Barthel (Staffel 16 und 17). Thomas Amper ist für die musikalische Leitung verantwortlich.

### Hauptfiguren
| Rolle                      | Originalsprecher | Deutsche Synchronisation                                                       | Staffel       |
| -------------------------- | ---------------- | ------------------------------------------------------------------------------ | ------------- |
| Eric Cartman               | Trey Parker      | Jörg Stuttmann (Sprache) Thomas Amper (Gesang)                                 | durchgehend   |
| Stan Marsh                 | Trey Parker      | Benedikt Weber (Sprache) Thomas Amper (Gesang)                                 | durchgehend   |
| Kyle Broflovski            | Matt Stone       | Jan Makino (Sprache) Thomas Amper (Gesang)                                     | durchgehend   |
| Kenny McCormick            | Matt Stone       | Sabine Bohlmann (Sprache) Ole Pfennig (Tiefe Stimme) 2 Thomas Amper (Gesang) 5 | durchgehend 1 |
| Kenny McCormick            | Matt Stone       | Stefan Günther 3                                                               | Folge 253     |
| Leopold „Butters“ Stotch 4 | Matt Stone       | Dirk Meyer (Sprache) Thomas Amper (Gesang)                                     | durchgehend   |

### Nebenfiguren
| Rolle                                                                                            | Originalsprecher                                             | Deutsche Synchronisation |
| Schüler der South-Park-Grundschule                                                               | Schüler der South-Park-Grundschule                           | Schüler der South-Park-Grundschule                                                                                             |
| ------------------------------------------------------------------------------------------------ | ------------------------------------------------------------ | --- |
| Wendy Testaburger                                                                                | Mary Kay Bergman Eliza Schneider Mona Marshall April Stewart | Shandra Schadt (Staffel 1–7) Marieke Oeffinger (ab Staffel 8)                                                                  |
| Phillip „Pip“ Pirrup                                                                             | Matt Stone                                                   | Hubertus von Lerchenfeld (Staffel 1–6)                                                                                         |
| Clyde Donovan                                                                                    | Trey Parker                                                  | Sissy Elsholtz (Staffel 1–4) Stefan Günther (Staffel 5–7) Daniel Krause (ab Staffel 8)                                         |
| Tolkien „Token“ Black                                                                            | Adrien Beard                                                 | Johannes Raspe (Staffel 5–7) Dominik Auer (Staffel 8–15) Patrick Roche (ab Staffel 16)                                         |
| Bebe Stevens                                                                                     | Jennifer Howell                                              | Julia Haacke |
| Kevin Stoley                                                                                     | Matt Stone                                                   | Dirk Meyer (Staffel 2) Daniel Schlauch (Staffel 6) Dominik Auer (ab Staffel 7)                                                 |
| Craig Tucker                                                                                     | Matt Stone                                                   | Johannes Raspe (Staffel 3–4) Marc Stachel (Staffel 5–16) Patrick Schröder (ab Staffel 17)                                      |
| Tweek Tweak                                                                                      | Matt Stone                                                   | Dominik Auer (Staffel 2–15) Tim Schwarzmaier (ab Staffel 16)                                                                   |
| Bradley Biggle                                                                                   | Matt Stone                                                   | Dirk Meyer |
| Heidi Turner                                                                                     | April Stewart                                                | Sabine Bohlmann (Staffel 9) Patricia Strasburger (ab Staffel 20)                                                               |
| Timothy „Timmy“ Burch                                                                            | Trey Parker                                                  | Daniel Krause |
| Jimmy Valmer                                                                                     | Trey Parker                                                  | Hubertus von Lerchenfeld |
| Nathan                                                                                           | Trey Parker                                                  | Dominik Auer |
| Scott Malkinson                                                                                  | Matt Stone                                                   | Dominik Auer (Staffel 12–15) Tim Schwarzmaier (ab Staffel 16)                                                                  |
| Lehrer und weitere Angestellte der Grundschule                                                   |                                                              | |
| Mr. Herbert Garrison (Staffel 1–9, 12–) als Frau (Staffel 9–12) als US-Präsident (Staffel 20–23) | Trey Parker                                                  | Michael Rüth (Staffel 1–16) Hans-Rainer Müller (ab Staffel 17)                                                                 |
| Jerome „Chefkoch“ McElroy                                                                        | Isaac Hayes (Staffel 1–10)                                   | Donald Arthur |
| Direktorin Victoria                                                                              | Eliza Schneider April Stewart                                | Désirée Nick (Staffel 1–7) Maria Böhme (Staffel 8–19)                                                                          |
| Mrs. Crabtree                                                                                    | Mary Kay Bergman (Staffel 1–3) Eliza Schneider (Staffel 4–8) | Dagmar Heller |
| Mr. Mackey                                                                                       | Trey Parker                                                  | Randolf Kronberg (Staffel 1–10x03) Walter von Hauff (ab Staffel 10x06)                                                         |
| Mrs. Diane Choksondik                                                                            | Trey Parker                                                  | Ilona Grandke (Staffel 4–6) |
| Peter Charles „PC Principal“                                                                     | Trey Parker                                                  | Oliver Mink (ab Staffel 19) |
| Vizedirektorin Starke Frau                                                                       | April Stewart                                                | Kathrin Gaube (ab Staffel 21)                                                                                                  |
| Eltern und weitere Familienangehörige                                                            |                                                              | |
| Randy Marsh                                                                                      | Trey Parker                                                  | Heiner Lauterbach (Folge 3) Achim Geisler (Folge 5) Jakob Riedl (ab Staffel 2)                                                 |
| Sharon Marsh                                                                                     | Mary Kay Bergman Eliza Schneider April Stewart               | Christine Stichler (Staffel 1) Carin C. Tietze (ab Staffel 2)                                                                  |
| Shelley Marsh                                                                                    | Mary Kay Bergman Eliza Schneider April Stewart               | Julia Haacke |
| Gerald Broflovski                                                                                | Matt Stone                                                   | Gudo Hoegel |
| Sheila Broflovski                                                                                | Mary Kay Bergman Mona Marshall                               | Katharina Lopinski (Staffel 1–14) Maria Böhme (ab Staffel 15)                                                                  |
| Ike Broflovski                                                                                   | Kinder verschiedener Mitarbeiter                             | Sabine Bohlmann |
| Liane Cartman                                                                                    | Mary Kay Bergman Eliza Schneider April Stewart               | Uschi Wolff |
| Marvin Marsh                                                                                     | Trey Parker                                                  | Klaus Höhne (Staffel 1) Norbert Gastell (Staffel 2–18) Hartmut Neugebauer (Staffel 19–20) Michael Schwarzmaier (ab Staffel 21) |
| Jimbo Kern                                                                                       | Matt Stone                                                   | Arne Elsholtz (Staffel 1–4) Gudo Hoegel (ab Staffel 5)                                                                         |
| Carol McCormick                                                                                  | Mary Kay Bergman Eliza Schneider April Stewart               | Michèle Tichawsky (Staffel 1–13) Claudia Lössl (Staffel 14) Angela Wiederhut (aktuell)                                         |
| Stuart McCormick                                                                                 | Matt Stone                                                   | Jan Odle (früher) Claus Brockmeyer (aktuell)                                                                                   |
| Linda Stotch                                                                                     | Mary Kay Bergman Mona Marshall                               | Julia Haacke (früher) Michele Sterr (aktuell)                                                                                  |
| Stephen Stotch                                                                                   | Trey Parker                                                  | Claus-Peter Damitz |
| Weitere Figuren                                                                                  |                                                              | |
| Bürgermeisterin McDaniels                                                                        | Mary Kay Bergman Eliza Schneider                             | Dagmar Heller (Staffel 1–18) Dorothea Anzinger (ab Staffel 19)                                                                 |
| Officer Barbrady                                                                                 | Trey Parker                                                  | Thomas Albus (Staffel 1–7) Gerhard Jilka (ab Staffel 8)                                                                        |
| Ned Gerblansky                                                                                   | Trey Parker                                                  | Kai Taschner |
| Gott                                                                                             | Trey Parker                                                  | Walter von Hauff |
| Mr. Hankey                                                                                       | Trey Parker                                                  | Christian Weygand |
| Dr. Alphonse Mephisto                                                                            | Trey Parker                                                  | Michael Habeck (Staffel 1–4)                                                                                                   |
| Phillip                                                                                          | Trey Parker                                                  | Hubertus von Lerchenfeld |
| Terrance                                                                                         | Matt Stone                                                   | Dominik Auer (Staffel 1–15) Patrick Schröder (ab Staffel 16)                                                                   |
| Pfarrer Maxi                                                                                     | Matt Stone                                                   | Hartmut Neugebauer Thomas Albus Gerhard Jilka                                                                                  |
| Big Gay Al                                                                                       | Matt Stone                                                   | Christian Weygand |
| Jesus                                                                                            | Matt Stone                                                   | Silvan Leirich (Staffel 1–7) Philipp Moog (ab Staffel 8)                                                                       |
| Towelie                                                                                          | Vernon Chatman                                               | Christian Weygand |
| Tuong Lu Kim                                                                                     | Trey Parker                                                  | Claus-Peter Damitz |
| Sergeant Harrison Yates                                                                          | Trey Parker                                                  | Andreas Borcherding |

### Prominente Gastprecher und Synchronsprecher
| Rolle                     | Originalsprecher        | Deutsche Synchronisation                 |
| ------------------------- | ----------------------- | ---------------------------------------- |
| Alan Jackson              | Trey Parker             | Thomas Amper (Gesang)                    |
| Bücherwurm                | Matt Stone              | Tim Sander                               |
| Chorleiterin Miss Stevens | Jennifer Aniston        | Lilo Wanders                             |
| Fitnesstrainerin Susan    | Eliza Schneider         | Jeanette Biedermann                      |
| Krankenschwester Gollum   | Mary Kay Bergman        | Dolly Buster                             |
| Ms. Ellen                 | Natasha Henstridge      | Jasmin Tabatabai                         |
| Reporter Frank            | Matt Stone              | Wigald Boning                            |
| Sparky                    | George Clooney          |                                          |
| Tom                       | Trey Parker             | Wigald Boning                            |
| Eric Cartman (Realfilm)   | Brandon Hardesty        | Hubertus von Lerchenfeld                 |
| Adolf Hitler              | Matt Stone              | Willi Herren                             |
| Al Gore                   | Trey Parker             | Walter von Hauff                         |
| Alec Baldwin              | Bill Hader              | Klaus-Dieter Klebsch                     |
| Barack Obama              | Trey Parker             | Philipp Brammer                          |
| Barbra Streisand          | Mary Kay Bergman        | Jutta Speidel                            |
| Bart Simpson              | Matt Stone              | Sandra Schwittau                         |
| Ben Affleck               | Matt Stone              | Peter Flechtner                          |
| Bob Saget                 | Trey Parker             | Ingolf Lück                              |
| Bono                      | Kyle McCulloch          | Philipp Moog                             |
| Britney Spears            | April Stewart           | Gabrielle Pietermann                     |
| David Letterman           | Trey Parker             | Kai Taschner                             |
| Edgar Allan Poe           | Trey Parker             | Axel Malzacher                           |
| Elton John                | Elton John Trey Parker  | Jan Odle (Sprache) Thomas Amper (Gesang) |
| Gandalf                   | Matt Stone              | Reinhard Brock                           |
| Gene Hackman              | Trey Parker             | Hartmut Neugebauer                       |
| George Lucas              | Matt Stone              | Ulrich Frank Gudo Hoegel                 |
| Indiana Jones             | Trey Parker             | Kai Taschner                             |
| Jada Pinkett Smith        | Eliza Schneider         | Michèle Tichawsky                        |
| Janet Reno                | Matt Stone              | Ilona Grandke                            |
| Jay Leno                  | Trey Parker             | Gudo Hoegel                              |
| Jennifer Lopez            | Jessica Makinson        | Natascha Geisler                         |
| John McCain               | Matt Stone              | Reinhard Brock                           |
| John Travolta             | Trey Parker John Hansen | Thomas Danneberg                         |
| Kanye West                | Matt Stone              | Stefan Günther                           |
| Kathie Lee Gifford        | Karri Turner            | Katharina Lopinski                       |
| Korn                      | Korn                    |                                          |
| Kurt Russell              | Trey Parker             | Gudo Hoegel                              |
| Leonard Maltin            | Trey Parker             | Sigmar Solbach                           |
| Leonardo DiCaprio         | Vernon Chatman          | Gerrit Schmidt-Foß                       |
| Luke Skywalker            | Trey Parker             | Hans-Georg Panczak                       |
| Martha Stewart            | Trey Parker             | Simone Brahmann                          |
| Matt Stone                | Matt Stone              | Jan Odle                                 |
| Michael Bay               | Trey Parker             | Hans-Georg Panczak                       |
| Michael Dorn              | Matt Stone              | Raimund Krone                            |
| Michelle Obama            | April Stewart           | Tatjana Pokorny Kathrin Simon            |
| Micky Maus                | Trey Parker             | Kai Taschner                             |
| Morgan Freeman            | Trey Parker             | Reinhard Brock Jürgen Kluckert           |
| Natalie Portman           | Matt Stone              | Manja Doering                            |
| Newt Gingrich             | Newt Gingrich           | Christian Jungwirth                      |
| Nicole Kidman             | April Stewart           | Petra Barthel                            |
| Notorious B.I.G.          | Eldridge Hudson         | Kool Savas                               |
| Oprah Winfrey             | Eliza Schneider         | Dagmar Dempe                             |
| Paris Hilton              | Jessie Thomas           | Kathrin Gaube                            |
| PewDiePie                 | PewDiePie               | Peter Smits                              |
| Rob Schneider             | Matt Stone              | Kai Taschner                             |
| Robert Smith              | Robert Smith            | Guildo Horn                              |
| Romper Stomper            | Matt Stone              | Ingo Schmoll                             |
| Rosie O’Donnell           | Eliza Schneider         | Ariane Sommer                            |
| Russell Crowe             | Trey Parker             | Thomas Fritsch                           |
| Sally Struthers           | Mary Kay Bergman        | Jenny Elvers-Elbertzhagen                |
| Sarah Palin               | April Stewart           | Claudia Lössl                            |
| Selena Gomez              | April Stewart           | Gabrielle Pietermann                     |
| Steve Jobs                | Trey Parker             | Hans-Georg Panczak                       |
| Steven Seagal             | Trey Parker             | Ekkehardt Belle                          |
| Steven Spielberg          | Trey Parker             | Thomas Fritsch Reinhard Brock            |
| Thom Yorke                | Thom Yorke              | Ben                                      |
| Trey Parker               | Trey Parker             | Axel Malzacher                           |
| Tom Cruise                | Trey Parker             | Patrick Winczewski                       |
| Will Smith                | Trey Parker             | Jan Odle                                 |
| Diverse Charaktere        |                         | Norbert Gastell                          |

## Staffeln und Ausstrahlung
| Staffel    | Episoden | Erstausstrahlung (USA) Comedy Central | Deutschsprachige Erstausstrahlung                    |
| ---------- | -------- | ------------------------------------- | ---------------------------------------------------- |
| Staffel 01 | 13       | 13. August 1997 bis 25. Februar 1998  | 5. September bis 28. November 1999 (RTL)             |
| Staffel 02 | 18       | 1. April 1998 bis 20. Januar 1999     | 7. Oktober 2000 bis 24. Februar 2001 (RTL)           |
| Staffel 03 | 17       | 7. April 1999 bis 12. Januar 2000     | 3. November 2001 bis 9. März 2002 (RTL)              |
| Staffel 04 | 17       | 5. April bis 20. Dezember 2000        | 31. August bis 21. Dezember 2002 (RTL)               |
| Staffel 05 | 14       | 20. Juni bis 12. Dezember 2001        | 27. September bis 27. Dezember 2003 (RTL)            |
| Staffel 06 | 17       | 6. März bis 11. Dezember 2002         | 11. September 2004 bis 8. Januar 2005 (RTL)          |
| Staffel 07 | 15       | 19. März bis 17. Dezember 2003        | 10. September 2005 bis 7. Januar 2006 (RTL)          |
| Staffel 08 | 14       | 17. März bis 15. Dezember 2004        | 8. Januar bis 6. Februar 2007 (MTV)                  |
| Staffel 09 | 14       | 9. März bis 7. Dezember 2005          | 7. Februar bis 12. März 2007 (MTV)                   |
| Staffel 10 | 14       | 22. März bis 15. November 2006        | 13. März 2007 bis 7. Februar 2008 (MTV)              |
| Staffel 11 | 14       | 7. März bis 14. November 2007         | 7. Februar bis 27. März 2008 (MTV/Comedy Central)    |
| Staffel 12 | 14       | 12. März bis 19. November 2008        | 11. Februar bis 19. Juni 2009 (Comedy Central)       |
| Staffel 13 | 14       | 11. März bis 18. November 2009        | 9. Februar bis 11. Mai 2010 (Comedy Central)         |
| Staffel 14 | 14       | 17. März bis 17. November 2010        | 17. Dezember 2010 bis 4. März 2011 (Comedy Central)  |
| Staffel 15 | 14       | 27. April bis 16. November 2011       | 11. Dezember 2011 bis 11. März 2012 (Comedy Central) |
| Staffel 16 | 14       | 14. März bis 7. November 2012         | 4. November 2012 bis 23. Juni 2013 (Comedy Central)  |
| Staffel 17 | 10       | 25. September bis 11. Dezember 2013   | 23. März bis 11. Mai 2014 (Comedy Central)           |
| Staffel 18 | 10       | 24. September bis 10. Dezember 2014   | 12. April bis 14. Juni 2015 (Comedy Central)         |
| Staffel 19 | 10       | 17. September bis 9. Dezember 2015    | 14. Februar bis 10. April 2016 (Comedy Central)      |
| Staffel 20 | 10       | 14. September bis 7. Dezember 2016    | 12. März bis 14. Mai 2017 (Comedy Central)           |
| Staffel 21 | 10       | 13. September bis 6. Dezember 2017    | 4. Februar bis 8. April 2018 (Comedy Central)        |
| Staffel 22 | 10       | 26. September bis 12. Dezember 2018   | 3. Februar bis 7. April 2019 (Comedy Central)        |
| Staffel 23 | 10       | 25. September bis 11. Dezember 2019   | 2. Februar bis 5. April 2020 (Comedy Central)        |
| Staffel 24 | 2        | 30. September 2020 und 10. März 2021  | 6. bis 13. Juni 2021 (Comedy Central)                |
| Staffel 24 | 2        | 25. November und 16. Dezember 2021    | 7. Dezember 2022 (Paramount+)                        |
| Staffel 25 | 6        | 2. Februar bis 16. März 2022          | 7. August bis 11. September 2022 (Comedy Central)    |
| Staffel 25 | 2        | 1. Juni und 13. Juli 2022             | 7. Dezember und 31. Dezember 2022 (Paramount+)       |
| Staffel 26 | 6        | 8. Februar bis 29. März 2023          | 19. Juli bis 29. Oktober 2023 (Comedy Central)       |
| Staffel 26 | 3        | 27. Oktober 2023 bis 24. Mai 2024     | 25. Januar bis 1. August 2024 (Paramount+)           |
| Staffel 27 | 1        | 23. Juli 2025 bis ?                   |                                                      |

Deutschland
In Deutschland wurde die erste Staffel vom 5. September bis zum 28. November 1999 sonntags um 23:15 Uhr auf RTL ausgestrahlt. Die zweite (7. Oktober 2000 bis 24. Februar 2001), dritte (3. November 2001 bis 9. März 2002), vierte (31. August bis 21. Dezember 2002), fünfte (27. September bis 27. Dezember 2003), sechste (11. September 2004 bis 8. Januar 2005) und siebte Staffel (10. September 2005 bis 7. Januar 2006) wurde dann samstags gegen 0:00 Uhr auf RTL ausgestrahlt. Die Ausstrahlung der achten Staffel folgte am 8. Januar bis 6. Februar 2007 montags, dienstags, mittwochs und donnerstags um 22:00 Uhr auf MTV.
Gelegentlich wurden Marathons von South Park gezeigt, die sich über mehrere Stunden erstreckten.
Ab der achten Folge der 16. Staffel begann Comedy Central Deutschland im Oktober 2012 damit, die Folgen kurz nach der US-Ausstrahlung in der englischen Originalfassung und mit deutschen Untertiteln zu zeigen. Die Episoden von Staffel 19 wurden jeweils einen Tag nach der US-Premiere in der englischen Originalfassung mit deutschen Untertiteln auf Comedy Central Deutschland um 22:00 Uhr gezeigt.

## Eröffnungsliedtext
Das Titellied wird im US-amerikanischen Original von der Band Primus gesungen.
Die deutsche Version lautet:

„Ich schau mal hier nach South Park, Mann, dort ist es echt heiß.

(Stan und Kyle) „Nette Leute überall und nur strahlende Gesichter.“

Ich geh mal nach South Park, da vergess’ ich jeden Scheiß.

(Cartman) „Jederzeit bei Tag und Nacht ist dort echt der Park am krachen!“

Überall im South Park ist was los, wie jeder weiß.

(Kenny) „Mrph mhm mrm mhp mrph mmph mrph-prh mrph mmh mrmm mrh mpr mph mprh mph!“

Komm schnell mal her nach South Park, denn da ist dein Freundeskreis!“

Die Originalversion lautet:
(Folgen 1–31)

“I’m going down to South Park, gonna have myself a time.

(Stan & Kyle) Friendly faces everywhere, humble folks without temptation.

Going down to South Park, gonna leave my woes behind.

(Cartman) Ample parking day or night, people spouting, “Howdy neighbor!”

Headin’ on up to South Park, gonna see if I can’t unwind.

(Kenny) I like girls with big fat titties, I like girls with deep vaginas!

So, come on down to South Park and meet some friends of mine.”

(Folgen 32–78)

“I’m going down to South Park, gonna have myself a time.

(Stan & Kyle) Friendly faces everywhere, humble folks without temptation.

Going down to South Park, gonna leave my woes behind.

(Cartman) Ample parking day or night, people spouting, “Howdy neighbor!”

Headin’ on up to South Park, gonna see if I can’t unwind.

(Kenny) I have got a 10-inch penis, use your mouth if you wanna clean it!

So, come on down to South Park and meet some friends of mine.”

(Folgen 97–146)

“I’m going down to South Park, gonna have myself a time.

(Stan & Kyle) Friendly faces everywhere, humble folks without temptation.

Going down to South Park, gonna leave my woes behind.

(Cartman) Ample parking day or night, people spouting, “Howdy neighbor!”

Headin’ on up to South Park, gonna see if I can’t unwind.

(Kenny) Someday I'll be old enough to stick my dick up Britney's butt!

So, come on down to South Park and meet some friends of mine.”

(ab Folge 147)

“I’m going down to South Park, gonna have myself a time.

(Stan & Kyle) Friendly faces everywhere, humble folks without temptation.

Going down to South Park, gonna leave my woes behind.

(Cartman) Ample parking day or night, people spouting, “Howdy neighbor!”

Headin’ on up to South Park, gonna see if I can’t unwind.

(Kenny) I like fucking silly bitches and I know my penis likes it!

So, come on down to South Park and meet some friends of mine.”

In den ersten Versionen des Vorspanns wurde der erste Satz mit „Ich schau mal in den South Park…“ übersetzt.
In den Folgen der 6. Staffel, in denen Kenny nicht erscheint, wurden seine unverständlichen Textteile durch „Timmy Timmy Timmy Timmy Timmy Timmy livin’ a lie Timmy“ ersetzt („livin’ a lie“ steht für „living a lie“, neben seinem Namen und einigen wenigen, episodenabhängigen Worten das Einzige, was Timmy sagen kann).

## Auszeichnungen
- 1997: Cable ACE Award „South Park“, Animated Programming Special or Series
- 1997: Los Angeles Film Critics Association Award „The Spirit of Christmas“, Best Animation
- 1997: Producers Guild of America „South Park“, Nova Award for Television
- 1998: Emmy-Awards „South Park“, Nominierung für die Folge „Big Gay Al’s Big Gay Boat Ride“
- 2000: Emmy-Awards „South Park“, Nominierung für die Folge „Chinpokomon“
- 2000: 72nd Annual Academy Awards „Blame Canada“, Oscar-Nominierung Best Song
- 2000: MTV Movie Awards „Uncle Fucka“, Movie-Award für die beste Musical-Einlage
- 2001: Austin Film Festival
- 2002: Emmy-Awards „South Park“, Nominierung für die Folge „Osama Bin Laden Has Farty Pants“
- 2004: Emmy-Awards „South Park“, Nominierung für die Folge „Christmas Time in Canada“
- 2005: Emmy für die Folge „Best Friends Forever“, in der Kategorie: Bestes animiertes Programm (weniger als eine Stunde)
- 2005: Peabody Award für South Park
- 2006: Emmy-Awards „South Park“, Nominierung für die Folge „Trapped in the Closet“
- 2007: Emmy für die Folge „Make Love, Not Warcraft“ in der Kategorie: Bestes animiertes Programm (weniger als eine Stunde)
- 2008: Emmy für die Folge „Imaginationland“ in der Kategorie: Bestes animiertes Programm (weniger als eine Stunde)
- 2009: Emmy für die Folge „Margaritaville“ in der Kategorie: Bestes animiertes Programm (weniger als eine Stunde)
- 2010: Emmy-Awards „South Park“, Nominierung für die Folgen „200 und 201“
- 2011: Emmy-Awards „South Park“, Nominierung für die Folge „Crack Baby Athletic Association“
- 2013: Emmy für die Folge „Raising The Bar“ in der Kategorie: Bestes animiertes Programm

## Veröffentlichungen
In den USA sind die ersten fünfzehn Staffeln auf DVD erschienen, die zwölfte bis fünfzehnte Staffel wurden zusätzlich auf BD veröffentlicht. Die DVDs sind auf Englisch und besitzen Regionalcode 1 und die Fernsehnorm NTSC. Seit März 2008 werden darüber hinaus die meisten Folgen der Serie auch kostenfrei als Online-Stream auf der offiziellen Website bereitgestellt. Im PlayStation Store kann man ganze Staffeln kaufen, auf Youtube auch einzelne Folgen. Am 16. November 2016 wurde eine App für Android und iOS veröffentlicht, mit der die einzelnen Folgen und Clips mobil angesehen werden können.
Auf Deutsch erschienen folgende DVDs mit Regionalcode 2 und einer Konversion nach PAL:

### Staffel-Boxen
24 der bisher 25 ausgestrahlten Staffeln wurden von Paramount Pictures auf DVD als komplette Staffelboxen veröffentlicht:
| Name                        | Veröffentlichung   | Episoden  | Laufzeit    | Bildformat | Sprache                     | FSK-Freigabe |
| --------------------------- | ------------------ | --------- | ----------- | ---------- | --------------------------- | ------------ |
| Die komplette 1. Staffel    | 08. November 2007  | 13 Folgen | ca. 302 Min | 04:3       | Deutsch, Englisch, Spanisch | Ab 16 Jahren |
| Die komplette 2. Staffel    | 08. November 2007  | 18 Folgen | ca. 410 Min | 04:3       | Deutsch, Englisch, Spanisch | Ab 16 Jahren |
| Die komplette 3. Staffel    | 06. März 2008      | 17 Folgen | ca. 377 Min | 04:3       | Deutsch, Englisch, Spanisch | Ab 16 Jahren |
| Die komplette 4. Staffel    | 05. Juni 2008      | 17 Folgen | ca. 380 Min | 04:3       | Deutsch, Englisch, Spanisch | Ab 16 Jahren |
| Die komplette 5. Staffel    | 08. November 2007  | 14 Folgen | ca. 297 Min | 04:3       | Deutsch, Englisch, Spanisch | Ab 16 Jahren |
| Die komplette 6. Staffel    | 06. März 2008      | 17 Folgen | ca. 377 Min | 04:3       | Deutsch, Englisch, Spanisch | Ab 16 Jahren |
| Die komplette 7. Staffel    | 05. Juni 2008      | 15 Folgen | ca. 329 Min | 04:3       | Deutsch, Englisch, Spanisch | Ab 16 Jahren |
| Die komplette 8. Staffel    | 06. November 2008  | 14 Folgen | ca. 301 Min | 04:3       | Deutsch, Englisch, Spanisch | Ab 16 Jahren |
| Die komplette 9. Staffel    | 15. Januar 2009    | 14 Folgen | ca. 301 Min | 04:3       | Deutsch, Englisch, Spanisch | Ab 16 Jahren |
| Die komplette 10. Staffel   | 09. April 2009     | 14 Folgen | ca. 311 Min | 04:3       | Deutsch, Englisch           | Ab 16 Jahren |
| Die komplette 11. Staffel   | 09. Juli 2009      | 14 Folgen | ca. 311 Min | 04:3       | Deutsch, Englisch           | Ab 16 Jahren |
| Die komplette 12. Staffel   | 15. Oktober 2009   | 14 Folgen | ca. 311 Min | 04:3       | Deutsch, Englisch           | Ab 16 Jahren |
| Die komplette 13. Staffel   | 07. Oktober 2010   | 14 Folgen | ca. 312 Min | 16:9       | Deutsch, Englisch           | Ab 16 Jahren |
| Die komplette 14. Staffel   | 08. September 2011 | 12 Folgen | ca. 267 Min | 16:9       | Deutsch, Englisch           | Ab 16 Jahren |
| Die komplette 15. Staffel   | 09. August 2012    | 14 Folgen | ca. 301 Min | 16:9       | Deutsch, Englisch           | Ab 16 Jahren |
| Die komplette 16. Staffel   | 05. September 2013 | 14 Folgen | ca. 301 Min | 16:9       | Deutsch, Englisch           | Ab 16 Jahren |
| Die komplette 17. Staffel   | 23. September 2014 | 10 Folgen | ca. 214 Min | 16:9       | Deutsch, Englisch           | Ab 16 Jahren |
| Die komplette 18. Staffel   | 05. November 2015  | 10 Folgen | ca. 214 Min | 16:9       | Deutsch, Englisch           | Ab 16 Jahren |
| Die komplette 19. Staffel   | 24. November 2016  | 10 Folgen | ca. 214 Min | 16:9       | Deutsch, Englisch           | Ab 16 Jahren |
| Die komplette 20. Staffel   | 21. September 2017 | 10 Folgen | ca. 212 Min | 16:9       | Deutsch, Englisch           | Ab 16 Jahren |
| Die komplette 21. Staffel   | 06. September 2018 | 10 Folgen | ca. 212 Min | 16:9       | Deutsch, Englisch           | Ab 16 Jahren |
| Die komplette 22. Staffel   | 12. September 2019 | 10 Folgen | ca. 213 Min | 16:9       | Deutsch, Englisch           | Ab 16 Jahren |
| Die komplette 23. Staffel   | 30. Juli 2020      | 10 Folgen | ca. 214 Min | 16:9       | Deutsch, Englisch           | Ab 16 Jahren |
| Die komplette 24. Staffel 1 | 8. Dezember 2022   | 2 Folgen  | ca. 90 Min  | 16:9       | Deutsch, Englisch           | Ab 12 Jahren |

Diese DVDs enthalten alle Folgen der jeweiligen Staffel (ausgenommen Staffel 14; siehe Beschreibung, Humor und Kontroversen). Neben den Veröffentlichungen der einzelnen Staffeln sind auch Sammelboxen mit jeweils fünf Staffeln erschienen. Auch existiert noch eine ältere DVD-Veröffentlichung von Warner Vision International, die als Volume 1–11 (erste bis dritte Staffel) jeweils vier bis fünf Folgen pro DVD enthält.

### Themen-DVDs
Neben den kompletten Staffeln gibt es eine Reihe von Veröffentlichungen, in denen mehrere Folgen thematisch zusammengefasst sind und entweder eine bestimmte Figur oder ein bestimmtes Thema im Fokus steht:
| Name                              | Thema                                        | Veröffentlichung  | Episoden | Laufzeit    | Bildformat | Sprache           | FSK-Freigabe |
| --------------------------------- | -------------------------------------------- | ----------------- | --- | ----------- | ---------- | ----------------- | ------------ |
| Christmas Time in South Park      | div. Weihnachtsepisoden                      | 12. November 2009 | „Mr. Hankey, der Weihnachtskot“ (1997) „Rohe Weihnachten, Charlie Manson!“ (1998) „Halleluja! Mr. Hankeys klassische Weihnachten“ (1999) „… und keiner lacht zur Weihnachtsnacht!“ (2000) „Weihnachten im Irak: Blut & Wunder“ (2002) „Blöder die Kanadier nie klingen!“ (2003) „Weihnacht im Walde“ (2004) | ca. 154 Min | 04:3       | Deutsch, Englisch | Ab 16 Jahren |
| Die Passion der Juden             | Religion / Cartmans Abneigung gegen Juden    | 04. März 2010     | „Nur körperliche Liebe im Vatikan?“ (2002) „Christen rocken fett!“ (2003) „Die Passion des Juden“ (2004) | ca. 066 Min | 04:3       | Deutsch, Englisch | Ab 16 Jahren |
| The Hits Vol. 1                   | Lieblingsepisoden der Produzenten            | 06. Mai 2010      | „Ein bisschen kiffen?“ (2001) „Die Rückkehr der Gefährten des Rings zu den zwei Türmen“ (2002) „Casa Bonita“ (2003) „Spiel und Spaß mit Waffen“ (2004) „Lasst uns Schlampen spielen“ (2004) „ABF’s – Allerbeste Freunde“ (2005) „Schrankgeflüster“ (2005) | ca. 154 Min | 04:3       | Deutsch, Englisch | Ab 16 Jahren |
| The Hits Vol. 2                   | Lieblingsepisoden der Produzenten            | 05. August 2010   | „Make Love, Not Warcraft“ (2006) „Die Nacht der lebenden Obdachlosen“ (2007) „Guitar Queer-O“ (2007) „Die Liste“ (2007) „Katerstimmung“ (2008) „Das China-Problem“ (2008) „Elementary School Musical“ (2008) | ca. 155 Min | 04:3       | Deutsch, Englisch | Ab 16 Jahren |
| Butters kleine Box                | Best-Of-Sammlung zu Leopold „Butters“ Stotch | 07. April 2011    | „Butters: Das bin ich!“ (2001) „Professor Chaos“ (2002) „Das gab’s doch schon bei den Simpsons!“ (2002) „Wir sind Grufties“ (2003) „Voll in den Ar*** gefickt“ (2004) „G.E.I.L.O.M.A.T.“ (2004) „Lasst uns Schlampen spielen“ (2004) „Das Weissagungsgerät“ (2005) „Cartman Sucks“ (2007) „Butters im Bann der Dämonen“ (2008) „Der Coon“ (2009) „Butters Ober-Bitch“ (2009) „Als die Kacke Pipi musste“ (2010) | ca. 288 Min | 16:9       | Deutsch, Englisch | Ab 16 Jahren |
| The Cult of Cartman – Revelations | Best-Of-Sammlung zu Eric Cartman             | 01. Dezember 2014 | „Scott Tenorman muss sterben!“ (2001) „Cartmanland“ (2001) „Mit der Spritze an die Spitze“ (2004) „G.E.I.L.O.M.A.T.“ (2004) „Der Tod von Eric Cartman“ (2005) „Im Körper des Feindes“ (2005) „Cartoon Krieg“ (2006) „Cartoon Krieg 2“ (2006) „Ein bisschen Tourette“ (2007) „Ärger mit den Mandeln“ (2008) „Huch, ein Penis“ (2008) „Super Phun Thyme“ (2008)                                                   | ca. 267 Min | 04:3       | Deutsch, Englisch | Ab 16 Jahren |

### Filme
| Name                          | Veröffentlichung | Laufzeit   | Bildformat | Sprache           | FSK-Freigabe |
| ----------------------------- | ---------------- | ---------- | ---------- | ----------------- | ------------ |
| Southpark – Der Film          | 28. Juli 2000    | ca. 78 Min | 4:3 / 16:9 | Deutsch, Englisch | Ab 16 Jahren |
| Fantasieland – Director’s Cut | 04. Juni 2009    | ca. 68 Min | 16:9       | Deutsch, Englisch | Ab 16 Jahren |

### Videospiele
| Name                                       | Veröffentlichung | Plattform                                                                   | Entwickler                                 | Publisher                     | Genre             | USK-Freigabe                                             |
| ------------------------------------------ | ---------------- | --------------------------------------------------------------------------- | ------------------------------------------ | ----------------------------- | ----------------- | -------------------------------------------------------- |
| South Park                                 | 1998/1999        | Nintendo 64, Windows, PlayStation                                           | Iguana Entertainment Appaloosa Interactive | Acclaim Entertainment         | Ego-Shooter       | Ab 12 Jahren                                             |
| South Park: Chef’s Luv Shack               | 1999             | Dreamcast, PlayStation, Nintendo 64, Windows                                | Acclaim Entertainment                      | Acclaim Entertainment         | Partyspiel        | Ab 0 Jahren                                              |
| South Park Rally                           | 2000             | PlayStation, Windows, Nintendo 64, Dreamcast                                | Tantalus Interactive                       | Acclaim Entertainment         | Rennspiel         | Ab 0 Jahren                                              |
| South Park 10: The Game                    | 2007             | Mobiltelefon                                                                | Mr. Goodliving                             | RealNetworks                  | Jump ’n’ Run      | Ab 0 Jahren                                              |
| South Park: Imaginationland                | 2008             | iOS                                                                         | Mr. Goodliving                             | RealNetworks                  | Puzzle            | Ab 0 Jahren                                              |
| South Park: Mega Millionaire               | 2009/2010/2012   | iOS, Blackberry OS, Android                                                 | Mr. Goodliving                             | RealNetworks                  | Jump ’n’ Run      | Ab 0 Jahren                                              |
| South Park: Let’s Go Tower Defense Play!   | 2009             | Xbox 360                                                                    | Double Six                                 | Microsoft Studios             | Tower Defense     | Ab 16 Jahren                                             |
| South Park: Tenorman’s Revenge             | 2012             | Xbox 360                                                                    | Other Ocean Interactive                    | Microsoft Studios             | Jump ’n’ Run      | Ab 16 Jahren                                             |
| South Park: Der Stab der Wahrheit          | 2014/2018        | Windows, PlayStation 3, Xbox 360, Playstation 4, Xbox One, Nintendo Switch  | Obsidian Entertainment                     | Ubisoft                       | Rollenspiel       | Ab 16 Jahren (Konsolenfassung) Ab 18 Jahren (PC-Fassung) |
| South Park: Super Sweet Pinball            | 2014             | PlayStation 3, Playstation Vita, Playstation 4, Windows, Xbox 360, Xbox One | Zen Studios                                | Zen Studios Microsoft Studios | Flippersimulation | Ab 0 Jahren                                              |
| South Park: Butters' Very Own Pinball Game | 2014             | PlayStation 3, Playstation Vita, Playstation 4, Windows, Xbox 360, Xbox One | Zen Studios                                | Zen Studios Microsoft Studios | Flippersimulation | Ab 0 Jahren                                              |
| South Park: Die rektakuläre Zerreißprobe   | 2017/2018        | Windows, PlayStation 4, Xbox One, Nintendo Switch                           | Ubisoft San Francisco                      | Ubisoft                       | Rollenspiel       | Ab 16 Jahren                                             |
| South Park: Phone Destroyer                | 2017             | iOS, Android                                                                | RedLynx                                    | Ubisoft                       | Rollenspiel       | Ab 16 Jahren                                             |
| South Park: Snow Day!                      | 2024             | Windows, PlayStation 5, Xbox Series, Nintendo Switch                        | Question LLC                               | THQ Nordic                    | Action-Adventure  | Ab 16 Jahren                                             |

## Kinofilm
Im Jahre 1999 nach Erscheinen der ersten drei Staffeln im US-TV kam die Verfilmung von South Park als Musical mit dem Titel South Park: Der Film – größer, länger, ungeschnitten (auf Englisch: South Park: Bigger, Longer & Uncut) in die Kinos. Sie erhielt überwiegend positive Kritiken, unter anderem aufgrund vieler prominenter Synchronsprecher. Im Jahr 2000 wurde der Film für den Oscar in der Kategorie Bester Song nominiert für Blame Canada. Außerdem bekam er im Jahr 2002 einen Eintrag in das Guinness-Buch der Rekorde für die meisten Flüche in einem Animationsfilm (insgesamt 399, darunter 146-mal das Wort „Fuck“, 79-mal „Shit“ und 59-mal „Bitch“, dazu 128 beleidigende Gesten und 221 Gewalthandlungen). Die Macher von South Park haben angekündigt, dass es nie einen zweiten Film geben werde.

## Theaterstück
Im Dezember 2013 wurde im Ballhof des Jungen Schauspiels Hannover das Stück Süd Park des Regisseurs Malte C. Lachmann uraufgeführt. Es erhielt überwiegend positive Kritiken, unter anderem auf Grund der Anpassung an die aktuelle deutsche Euphemismus-Debatte. Das Stück bezieht sich auf die Folge „Bitte ein N“ (Staffel 11, Episode 1) und verbindet diese mit deutschen Themen wie dem Tod des homosexuellen Schauspielers Dirk Bach oder dem medial debattierten Genderprogramm der Piratenpartei.

## Southpark.de
Am 15. Juli 2009 startete das deutschsprachige Internetportal southpark.de. Genau wie im englischen Pendant können fast alle Folgen kostenlos und in voller Länge angesehen werden. Zudem wurden im Frühjahr 2014 Apps für iOS und Android veröffentlicht, die im Wesentlichen den Inhalt der Website abbilden. Nicht verfügbar sind die Folgen „Cartoon Krieg (Teil 1)“, „Cartoon Krieg (Teil 2)“ (diese sind in der South Park App verfügbar), „Die Liga der Super Besten Freunde“, „200“ und „201“; (siehe auch den Abschnitt Beschreibung, Humor und Kontroversen) – alle fünf nicht verfügbaren Folgen enthalten satirische Bezüge zum Islam. Auch die Intros der sechsten Staffel weisen Bezüge zum Islam auf.